# Leela Egli
Leela Egli (* 11. Dezember 2006 in Uznach) ist eine Schweizer Fussballspielerin. Sie spielt für den SC Freiburg in der Bundesliga und gehört zur A-Mannschaft des Schweizer Fussballnationalteams. 2022 war sie mit 15 Jahren die jüngste Spielerin, die je in der Champions League zum Einsatz kam.

## Karriere

### Vereine
Leela Egli spielte schon als kleines Mädchen begeistert Fussball – zunächst mit ihren älteren Geschwistern, von 2016 bis 2019 trainierte sie beim FC Weesen. Seit 2019 spielt sie für den FC Zürich – für sie ging damit nach eigenen Worten ein Kindheitstraum in Erfüllung. Mit zwölf Jahren verliess sie ihr Elternhaus für eine dreijährige Ausbildung im Trainingszentrum des Schweizerischen Fussballverbands in Biel.
Der fussballinteressierten Öffentlichkeit wurde Egli bekannt, als sie 2022 mit den FCZ-Frauen den Blue Stars/FIFA Youth Cup gewann. Im Final schoss sie ein Tor gegen Lyon und wurde als «Beste Spielerin» des Turniers ausgezeichnet.
Seit der Saison 2022/23 spielt sie in der ersten Mannschaft des FC Zürich Frauen. Sie konnte sich rasch einen Stammplatz erobern und gewann mit dem Team Ende Saison die Meisterschaft.
Im Sommer 2022 kam die damals 15-jährige Egli zu ihrem Debüt im europäischen Clubfussball: Beim Qualifikationsspiel der FCZ-Frauen gegen den Färöer KÍ Klaksvík wurde Egli nach 70 Minuten eingesetzt – noch nie stand in der Champions League eine jüngere Spielerin auf dem Platz.
Im Dezember 2023 wurde bekanntgegeben, dass Egli per sofort zum SC Freiburg in die deutsche Bundesliga wechselt. Ihr Bundesligadebüt am 27. Januar 2024 (11. Spieltag) beim 2:0-Sieg im Auswärtsspiel beim Liganeuling RB Leipzig krönte sie mit ihrem ersten Tor in der Nachspielzeit, nachdem sie für Lisa Kolb in der 61. Minute eingewechselt wurde.

### Nationalmannschaft
Egli bestritt im Zeitraum vom 2. November 2021 bis zum 19. Mai 2022 acht Länderspiele in Folge für die U-16-Nationalmannschaft, in denen sie vier Tore erzielte. Bei ihrem Debüt in Overijse erlebte sie den 5:2-Sieg im Freundschaftsspiel gegen die U16-Nationalmannschaft Belgiens, bevor sie in der 60. Minute ausgewechselt wurde. Ihr erstes Länderspieltor gelang ihr am 26. Februar 2022 in Miðgarður beim 4:1-Sieg im Freundschaftsspiel gegen die U16-Nationalmannschaft Islands mit dem Treffer zum 2:0 in der achten Minute.
Anschließend kam sie in jeweils elf Länderspielen für die U-17- und U-19-Nationalmannschaft zum Einsatz. Im Mai 2023 nahm sie an der U-17-Europameisterschaft in Estland teil. Mit ihrer Mannschaft erreichte sie das Halbfinal. Egli wurde in allen vier Spielen von Beginn an eingesetzt und erzielte im ersten Spiel der Gruppe A das 1:0-Führungstor beim 4:0-Sieg über die U17-Nationalmannschaft Estlands.
Im September 2023 erhielt sie von Nationaltrainerin Inka Grings erstmals ein Aufgebot für die A-Nationalmannschaft. Sie kam jedoch bei den beiden Spielen der Nations League nicht zum Einsatz. Ihr erstes Länderspiel bestritt sie unter Pia Sundhage am 27. Februar 2024 gegen Polen.

## Erfolge
- Schweizer Meister 2023

## Sonstiges
Leela Egli wuchs in Maseltrangen SG im Linthgebiet auf. Sie hat drei ältere Geschwister, ihre Schwester Saaza Egli spielt im Frauenteam des FC Luzern. Leela Egli besucht neben ihrer Sportkarriere das Sportgymnasium Rämibühl in Zürich.